# RR-460
La RR-460, hasta hoy conocida como Vecinal 26  (popularmente Transbananeira, o Carretera del Plátano), es una carretera estatal en Roraima, que conecta la ciudad de São João da Baliza con la aldea de Nova Colina, en el municipio de Rorainópolis.
Con una extensión de 78,5 kilómetros, acorta la distancia entre la BR-210 y la BR-174 en alrededor de 70 km, acercando una gran región agrícola de Roraima a su principal importador, la ciudad de Manaus, en Amazonas.
Entre los productos que se transportan por carretera destaca el banano, que le da su apodo. Además de este cultivo, aquí también se exporta sandía, palma aceitera, naranjas, entre otros.
Actualmente sólo se encuentran asfaltados 7,7 km de la vía, la cual se encuentra en mal estado de conservación en varios puntos.
Estaba dividido en tres caminos municipales, siendo la denominación principal SJA-050; sin embargo, la vía pasó a ser estatal recientemente, recibiendo el nombre de RR-460.